# C. D. Broad
Charlie Dunbar Broad, más conocido como C. D. Broad ( Harlesden, Middlesex, 30 de diciembre de 1887-11 de marzo de 1971) fue un filósofo epistemólogo inglés, historiador de la filosofía, filósofo de la ciencia, el filósofo moral, y el escritor en los aspectos filosóficos de la investigación psíquica. Era conocido por sus exámenes a fondo e imparcial de los argumentos en obras como la mente y su lugar en la naturaleza, publicado en 1925, el pensamiento científico, publicado en 1930, y el examen de filosofía de McTaggart, publicado en 1933. Ensayo amplio sobre "Determinismo, indeterminismo y liberalismo" en "Ética y la Historia de la Filosofía" en 1952 introdujo los términos filosóficos "causalidad ocurrentes" y "no-ocurrentes causalidad", que se convirtió en la base de "agente causal" de hoy y "evento causal" distinciones en los debates sobre el libre albedrío libertario.